# Stenomesson vitellinum
Stenomesson vitellinum är en amaryllisväxtart som beskrevs av John Lindley. Stenomesson vitellinum ingår i släktet Stenomesson och familjen amaryllisväxter.
Artens utbredningsområde är Peru. Inga underarter finns listade i Catalogue of Life.